# Ramzes
Ramzes, Ramesses to starożytne egipskie imię, oznaczające zrodził go Ra.
Imię to nosiło jedenastu faraonów Egiptu.
XIX dynastia:
- Ramzes I
- Ramzes II

XX dynastia:
- Ramzes III
- Ramzes IV
- Ramzes V
- Ramzes VI
- Ramzes VII
- Ramzes VIII
- Ramzes IX
- Ramzes X
- Ramzes XI

| N5 | ms | s | sw | w |

| N5 | ms | s | sw | w |

- Ramzes XIII - fikcyjna postać, główny bohater powieści Faraon